# David Wrobel
David Wrobel (13 de febrero de 1991) es un deportista de Alemania que compite en atletismo. Ganó una medalla de bronce en el Campeonato Europeo de Atletismo por Equipos de 2021, en la prueba de lanzamiento de disco.